# Kirghizistan ai XXIV Giochi olimpici invernali
Il Kirghizistan ha partecipato ai XXIV Giochi olimpici invernali, che si sono svolti a Pechino, Cina, dal 4 al 20 febbraio 2022, con una delegazione composta da un atleta.
Come unico atleta, lo sciatore alpino Maksim Gordeev è stato portabandiera della squadra nel corso della cerimonia di apertura.

## Delegazione
| Sport      | Uomini | Donne | Totale |
| ---------- | ------ | ----- | ------ |
| Sci alpino | 1      | 0     | 1      |
| Totale     | 1      | 0     | 1      |

## Risultati

### Sci alpino
| Atleta        | Gara                     | Tempo     | Tempo           | Tempo           | Posizione       |
| Atleta        | Gara                     | 1ª manche | 2ª manche       | Totale          | Posizione       |
| ------------- | ------------------------ | --------- | --------------- | --------------- | --------------- |
| Maxim Gordeev | Slalom speciale maschile | DNF       | Non qualificato | Non qualificato | Non qualificato |